# Stole the Show
«Stole the Show» es una canción realizada por el disc jockey y productor noruego Kygo, con la voz de Parson James. Fue lanzado al mercado musical el 23 de marzo de 2015, convirtiéndose en un hit en varios países y fue el éxito comercial más grande de Kygo además de "Firestone". Después, el 21 de agosto de 2015, una versión solista de James fue lanzada. Esta versión fue incluida en su EP, The Temple.

## Lista de canciones
| Descarga digital |                                           |          |  |
| N.º              | Título                                    | Duración |  |
| 1.               | «Stole the Show» (featuring Parson James) | 3:43     |  |

| CD single |                                           |          |  |
| N.º       | Título                                    | Duración |  |
| 1.        | «Stole the Show» (featuring Parson James) | 3:43     |  |
| 2.        | «ID» (Ultra Music Festival Anthem)        | 4:51     |  |

## Posicionamiento en listas
| Lista (2015–16)                               | Mejor posición |
| --------------------------------------------- | -------------- |
| Australia (ARIA)                              | 53             |
| Austria (Ö3 Austria Top 40)                   | 5              |
| Bélgica (Flandes) (Ultratop 50)               | 7              |
| Bélgica (Valonia) (Ultratop 50)               | 11             |
| Canadá (Canadian Hot 100)                     | 79             |
| República Checa (Rádio Top 100)               | 5              |
| Dinamarca (Tracklisten)                       | 3              |
| Finlandia (OFC)                               | 2              |
| Francia (SNEP)                                | 1              |
| Alemania (Media Control AG)                   | 2              |
| Hungría (Dance Top 40)                        | 18             |
| Hungría (Rádiós Top 40)                       | 27             |
| Hungría (Single Top 40)                       | 5              |
| Irlanda (IRMA)                                | 13             |
| Italia (FIMI)                                 | 37             |
| Líbano (Lebanese Top 20)                      | 7              |
| Países Bajos (Dutch Top 40)                   | 3              |
| Países Bajos (Mega Single Top 100)            | 3              |
| Nueva Zelanda (Recorded Music NZ)             | 4              |
| Noruega (VG-lista)                            | 1              |
| Polonia (Polish Airplay Top 100)              | 8              |
| Portugal (AFP)                                | 33             |
| Eslovaquia (Rádio Top 100)                    | 1              |
| España (Top 100 Canciones)                    | 6              |
| Suecia (Sverigetopplistan)                    | 1              |
| Suiza (Schweizer Hitparade)                   | 3              |
| Reino Unido (UK Singles Chart)                | 24             |
| US Bubbling Under Hot 100 Singles (Billboard) | 5              |

| Lista (2015)                      | Mejor posición |
| --------------------------------- | -------------- |
| Alemania (Official German Charts) | 20             |
| Italia (FIMI)                     | 56             |
| Nueva Zelanda (Recorded Music NZ) | 25             |
| Polonia (ZPAV)                    | 50             |
| Reino Unido (UK Singles Chart)    | 73             |

## Certificaciones
| Territorio     | Organismo certificador | Certificación    | Ventas certificadas | Simbolización | Ref.   |        |        |        |
| Europa         | Europa                 | Europa           | Europa              | Europa        | Europa | Europa | Europa | Europa |
| -------------- | ---------------------- | ---------------- | ------------------- | ------------- | ------ | ------ | ------ | ------ |
| España         | PROMUSICAE             | Platino          | 40 000              |               | [ 36 ] |        |        |        |
| Bélgica        | BEA                    | Platino          | 30 000              |               |        |        |        |        |
| Alemania       | BVMI                   | Platino          | 400 000             |               | [ 38 ] |        |        |        |
| Italia         | FMI                    | Platino          | 50 000              |               | [ 39 ] |        |        |        |
| Noruega        | IFPI Noruega           | 6x Platino       | 60 000              | ,             | [ 40 ] |        |        |        |
| Polonia        | ZPAV                   | 3x Platino       | 60 000              | ,             | [ 41 ] |        |        |        |
| Suecia         | GLF                    | 5x Platino       | 200 000             | ,             | [ 42 ] |        |        |        |
| Reino Unido    | BPI                    | Oro              | 400 000 c           | [ 43 ]        |        |        |        |        |
| Oceania        |                        |                  |                     |               |        |        |        |        |
| Nueva Zelanda  | RIANZ                  | Platino          | 15 000              |               | [ 44 ] |        |        |        |
| América        |                        |                  |                     |               |        |        |        |        |
| Estados Unidos | RIAA                   | Oro              | 500 000             |               | [ 45 ] |        |        |        |
| México         | AMPROFON               | 3× Platino + Oro | 210 000             | +             | [ 46 ] |        |        |        |
| Totales        | Totales                | Totales          | 1,935,000           |               |        |        |        |        |

## Fecha de lanzamiento
<tbody></tbody>
| País           | Fecha                | Formato                       | Discográfica                        |
| -------------- | -------------------- | ----------------------------- | ----------------------------------- |
| Estados Unidos | 2 de febrero de 2015 | Descarga digital              | - KIDinaKORNER - Interscope_Records |
| Italia         | 6 de febrero de 2015 | Hit Comtemporaneo de la Radio | Interscope Records                  |

## Historial de lanzamientos
| Región                        | Fecha               | Formato          | Discográfica |
| ----------------------------- | ------------------- | ---------------- | ------------ |
| Noruega                       | 23 de marzo de 2015 | Descarga digital | Sony         |
| - Alemania - Austria - Suecia | 15 de mayo de 2015  | CD sencillo      | B1           |

## Versión solista de Parson James
El 21 de agosto de 2015, Parson James lanzó una versión solista de "Stole the Show" a través de RCA Records.

### Lista de canciones
- Descarga digital[49]

1. "Stole the Show" – 3:43